# François Dunoyer
Pour les articles homonymes, voir Dunoyer.
François Dunoyer est un acteur, directeur artistique et metteur en scène,, français, né le 27 septembre 1946 à Saint-Léonard-de-Noblat (Haute-Vienne).
Principalement connu pour ses rôles à la télévision dans les séries Le Retour d'Arsène Lupin, Les Nouveaux Exploits d'Arsène Lupin et Julie Lescaut, il est également actif dans le doublage, prêtant sa voix à des acteurs américains ou britanniques. Il est à ce propos la voix française régulière de Tony Plana, une des voix de Willem Dafoe, Andrew Divoff, Paul Guilfoyle (notamment dans la série télévisée Les Experts), Ken Watanabe ou encore plus récemment de Michael Douglas (dont La Méthode Kominsky).

## Biographie
Élève en philosophie au lycée Louis-le-Grand à Paris, François Dunoyer rencontre Patrice Chéreau qui en dirige le groupe théâtral. Ce sera le début de sa carrière d'acteur, dédiée d'abord au théâtre.
À la télévision (l'ORTF à l'époque), il est choisi pour interpréter le rôle de Jacques Thibault dans la mini-série Les Thibault. Plus tard, il interprète le rôle d'Arsène Lupin dans les séries télévisées Le Retour d'Arsène Lupin et Les Nouveaux Exploits d'Arsène Lupin puis tient également des rôles au sein de nombreuses séries et téléfilms, dont notamment celui du chevalier Lewis Armeight dans Les Robots pensants de Guy André Lefranc, avec Claude Jade.
Il officie également comme directeur artistique et pratique le doublage. Il est notamment la voix française de Tony Plana, une des voix de Willem Dafoe, Andrew Divoff, Paul Guilfoyle, Ken Watanabe ou encore plus récemment de Michael Douglas. Il a aussi prêté sa voix occasionnellement à des acteurs tels que Jon Voight, Kevin Kline, John Forsythe ou Alan Rickman.

## Théâtre
- 1965 : Fuente Ovejuna, mise en scène par Patrice Chéreau, festival d'Erlangen
- 1966-1967 : L'Héritier de village de Marivaux, mise en scène par Patrice Chéreau, festival de Nancy puis Aix en Provence et tournée européenne ; reprise en 1972 : L'Héritier de village, mise en scène par Jean-Pierre Vincent, au festival de Royan
- 1966 : L'Affaire de la rue de Lourcine d'Eugène Labiche, mise en scène par Patrice Chéreau, festival de Gennevilliers, festival du Jeune Théâtre Liège
- 1970 : Richard II de William Shakespeare, mise en scène par Patrice Chéreau, Théâtre du Gymnase, Théâtre national de l'Odéon
- 1970-1971 : Le Marquis de Montefosco, d'après Le Feudataire de Carlo Goldoni, mise en scène par Jean-Pierre Vincent, Théâtre de Sartrouville Grenier de Toulouse puis festival du Marais (hôtel de Béthune-Sully)
- 1972 : Le Massacre à Paris de Christopher Marlowe, mise en scène par Patrice Chéreau, TNP Villeurbanne
- 1974 : Trotsky à Coyoacan de Hartmut Lange, mise en scène par André Engel, Théâtre Mécanique
- 1976 :  Attila de Corneille, mise en scène par Patrick Guinand, théâtre de Gennevilliers
- 1976-1977 : Kings (d'après les trois rois Henry VI, Henri VII et Richard III) de William Shakespeare, mise en scène par Denis LLorca, festival d'Angers puis à Carcassonne, festival de Fourvières à Lyon, Châlon en Champagne et Créteil
- 1978 : Hedda Gabler d'Ibsen, mise en scène par Jean-Pierre Miquel, théâtre National de Reims
- 1980 : Le Fleuve rouge de Pierre Laville, mise en scène par Marcel Maréchal, Théâtre national de Marseille, Théâtre national de Chaillot, TNP Villeurbanne, Théâtre national de Strasbourg
- 1982-1984 : Les Trois Mousquetaires, d'après Alexandre Dumas, mise en scène par Marcel Maréchal, théâtre national de Marseille La Criée, puis en tournée nationale et internationale
- 1984 : Cavalier seul de J. Audiberti, mise en scène par Marcel Maréchal, théâtre national de Marseille La Criée, puis tournée nationale et internationale
- 1984 : La Puce à l'oreille de Feydeau, mise en scène par Marcel Maréchal, théâtre national de Marseille La Criée
- 1986 : Les Femmes savantes de Molière, mise en scène par Françoise Seigner, Théâtre de Boulogne-Billancourt
- 1987 : Trio brisé et La Vérité d'Italo Svevo, (création en France), mise en scène par E. d'Amato et G. Strehlerau, théâtre National de l'Odéon
- 1988 : Un cœur français de Jean-Marie Besset, mise en scène par Patrice Kerbrat, théâtre Hébertot
- 1992 : La Paix du ménage de Guy de Maupassant, mise en scène par Nelly Borgeaud, théâtre de l'Athénée puis à la maison de la culture de Bourges
- 2000 : L'Aiglon d'Edmond Rostand, mise en scène par Marion Bierry, au Trianon
- 2002 : Approches de Holderlin d'après Un lourd destin de Charles juillet, mise en scène par Roger Planchon, Théâtre national populaire de Villeurbannes puis en tournée
- 2004 : Amphitryon de Molière, mise en scène par Simon Eine, festival d'Angers
- 2006 : Romance en fa de Sylvie Audcœur et Sophie Arthur, mise en scène par Christophe Lidon, festival de Pézenas (grand prix)
- 2008 : Séjour pour 8 à Tadécia de Luc Girerd, mise en scène par Gildas Bourdet, théâtre de l'Ouest Parisien puis au CADO Orléans
- 2010 : La Chauve-souris de J. Strauss, mise en scène par Dmitri Bertman, aux rencontres Musicales d'Évian, direction musicale Mstislav Rostropovich, Théâtre Hélicon Moscou
- 2012 : Retour à la vie de et mise en scène par Simon Hubert, mise en capsule au théâtre ciné 13
- 2015 : L'Alouette de Jean Anouilh, mise en scène par Christophe Lidon, théâtre Montparnasse puis au CADO Orléans

Prochainement
- 2022 : Une Nuit avec Monsieur Teste, mise en scène de Françoise Cadol[6]

## Filmographie

### Cinéma
- 1972 : Les Camisards de René Allio, avec Dominique Labourier : Samuel Guérin
- 1975 : La Messe dorée de Beni Montresor : Piero
- 1976 : Spermula de Charles Matton : Tristan
- 1980 : La Femme intégrale de Claudine Guilmain : Cyrille Chaussois
- 1984 : La Vengeance du serpent à plumes de Gérard Oury : Goretto
- 1986 : Flagrant Désir de Claude Faraldo : Vittorio
- 1987 : Le Solitaire de Jacques Deray : René Pignon
- 1987 : Mon bel amour, ma déchirure de José Pinheiro : Simon
- 1988 : En toute innocence d'Alain Jessua : Thomas
- 1999 : Quand tu me reviendras de Gracia Querejeta : Santos
- 2000 : La vie est une maladie qui se transmet par voie sexuelle de Krzysztof Zanussi
- 2003 : Dans le rouge du couchant d'Edgardo Cozarinsky : le père de Michel
- 2013 : Les Gamins d'Anthony Marciano : Claude

### Télévision

#### Téléfilms
- 1974 : L'Implantation  : François
- 1975 : La Chasse aux hommes de Lazare Iglesis : Hubert Doissel
- 1976 : Le Collectionneur de cerveaux ou Les Robots pensants de Michel Subiela : Lewis Armeight

1978 :  Les Brigades du Tigre, épisode L'ange blanc de Victor Vicas
- 1979 : Madame de Sévigné : Idylle familiale avec Bussy-Rabutin  de Gérard Pignol et Jacques Vigoureux : Charles de Sévigné
- 1980 : La Séquestre : Lormont
- 1981 : Le Fleuve rouge : Behemoth / l'homme aux valises / le secrétaire de Staline / le chauffeur de Stanislavski
- 1990 : Meurtre en vidéo  : l'inspecteur Hemery
- 1992 : Le Jour du serpent  : Corey
- 1993 :  Le Siècle des lumières d'Humberto Solás : Victor-Hugues
- 1994 : L'Immeuble  : Herr Gnoti
- 1995 : Une femme dans la tempête  : Bernard
- 1997 : Les Arnaqueuses de Thierry Binisti  : Despré
- 1998 : Chez ma tante : Vallier
- 2003 : Jean Moulin, une affaire française  : Pierre Meunier
- 2009 : L'École du pouvoir de Raoul Peck  : le directeur de l'ENA
- 2014 : Meurtres au Pays Basque d'Éric Duret : le commissaire Perrat
- 2015 : Un parfum de sang de Pierre Lacan : Henri Lombard
- 2020 : Meurtres à Pont-L'Évêque de Thierry Binisti : Jérôme Cauvin

#### Séries télévisées
- 1972 : Les Thibault d'André Michel et Alain Boudet : Jacques
- 1973 : Le soleil se lève à l'est  : Jean-François Allard
- 1975 : Marie-Antoinette : Lafayette
- 1976 : Les Douze Légionnaires de Bernard Borderie : l'adjudant Charrier
- 1977 : Deux auteurs en folie : Pierre
- 1977 : Bergeval, père et fils : Pierre Gervais
- 1978 : Les Brigades du Tigre de Victor Vicas : l'Ange blanc (épisode L'Ange blanc) Armand Sabatier
- 1979 : Les Amours de la Belle Époque de René Lucot : Henri Lefrêne
- 1980 : Les Amours des années folles : Franz
- 1980 : Les Chevaux du soleil de François Villiers : Xavier-Marie de Roailles
- 1982 : La Vie de Galilée : le pape Urbain VIII
- 1985 : Série noire : Mat Querny
- 1986 : Opération Condor : Jacques
- 1989 : Le Retour d'Arsène Lupin : Arsène Lupin
- 1991 : Les Hordes : Georges Frank
- 1995 à 1996 Les Nouveaux Exploits d'Arsène Lupin : Arsène Lupin
- 1996 : Les Cordier, juge et flic : Calvet
- 1998 : La Justice de Marion de Thierry Binisti : le commissaire Baron
- 2000 : Passage interdit de Michaël Perrotta : Jean Vanetti
- 2001 : Commissaire Moulin : Staub
- 2001-2007 : Julie Lescaut : Pierre Verdon
- 2006 : Louis la Brocante : Édouard Delval
- 2007 : La Prophétie d'Avignon de David Delrieux : Jean Esperanza
- 2009 : L'École du pouvoir de Raoul Peck : le directeur de l'ENA
- 2009 : Reporters : Landini
- 2009 : The Philanthropist : le Premier ministre français
- 2009 : Services sacrés : Yves Catraz
- 2009 : Les Virtuoses : Joachim Paturel
- 2010-2011 : Les Invincibles d'Alexandre Castagnetti et Pierric Gantelmi d'Ile : Alain
- 2012 :  Les Hommes de l'ombre de Frédéric Tellier : le président de la république
- 2019 : Eden de Dominik Moll : Bernard
- 2019 :  Double je : Massimo Versini, le père de l'héroïne

## Doublage

### Cinéma

#### Films
- Willem Dafoe dans :
  - American Psycho (2000) : l'inspecteur Donald Kimball
  - Hiver 42 : Au nom des enfants (2001) : le prêtre
  - Control (2004) : le docteur Michael Copeland
  - Daybreakers (2010) : Lionel « Elvis » Cormac
- David Strathairn dans :
  - Good Night and Good Luck (2005) : Edward R. Murrow
  - La Faille (2007) : Joe Lobruto
  - Nomadland (2020) : Dave
  - Nightmare Alley (2021) : Peter « Pete » Krumblein
- Ken Watanabe dans : 
  - Godzilla (2014) : Ichiro Serizawa
  - Nos souvenirs (2015) : Takumi Nakamura
  - Pokémon : Détective Pikachu (2019) : l'inspecteur Yoshida
  - Godzilla 2 : Roi des monstres (2019) : Ichiro Serizawa
- Jon Voight dans : 
  - Anaconda, le prédateur (1997) : Paul Sarone
  - U-Turn (1997) : l'Indien aveugle
  - American Boys (1999) : le coach Kilmer
- Bill Irwin dans : 
  - La Jeune Fille de l'eau (2006) : M. Leeds
  - Interstellar (2014) : la voix du robot TARS
  - Rustin (2023) : Abraham Johannes Muste
- Kevin Kline dans :
  - Cry Freedom (1987) : Donald Woods
  - Ice Storm (1997) : Ben Hood
- Daniel Giménez Cacho dans :
  - Carmin profond (1997) : Nicolás Estella
  - Dans le terrier du lapin blanc (it) (2024) : le gouverneur
- Jay O. Sanders dans :
  - Le Collectionneur (1997) : agent Kyle Craig
  - Le Masque de l'araignée (2001) : l'agent Kyle Craig
- John Forsythe dans :
  - Charlie et ses drôles de dames (2000) : Charlie (voix)
  - Charlie's Angels : Les Anges se déchaînent ! (2003) : Charlie (voix)
- Alan Rickman dans : 
  - Love Actually (2003) : Harry
  - H2G2 : Le Guide du voyageur galactique (2005) : Marvin (voix)
- Hristo Chopov dans :
  - L'Enquête sacrée (2006) : Ponce Pilate
  - Un seul deviendra invincible : Rédemption (2010) : Warden Kuss
- Mark Rolston dans :
  - Saw 5 (2008) : Dan Erickson
  - Saw 6 (2009) : Dan Erickson
- Denis Leary dans :
  - The Amazing Spider-Man (2012) : George Stacy
  - The Amazing Spider-Man : Le Destin d'un héros (2014) : George Stacy
- Haluk Bilginer dans : 
  - L'Enquête (2009) : Ahmet Sunay
  - Halloween (2018) : Dr Sartain
- Paul Guilfoyle dans : 
  - Spotlight (2016) : Pete Conley
  - Don't Look Up : Déni cosmique (2021) : le général Themes
- 1994 : L'Affaire Pélican : Denton Voyles (James Sikking)
- 1996 : Le Fantôme du Bengale : Quill (James Remar)
- 1996 : Les Hommes de l'ombre : le général Thomas Timms (John Malkovich)
- 1996 : Tin Cup : David Simms (Don Johnson)
- 1996 : Flirter avec les embrouilles : Richard Schlichting (Alan Alda)
- 1996 : Deux jours à Los Angeles : le detective Creighton (Keith Carradine)
- 1997 : City of Crime : Backus (Bryan Brophy)
- 1997 : Turbulences à 30 000 pieds : Aldo Hines (Héctor Elizondo)
- 1997 : Touch : August Murray (Tom Arnold)
- 1997 : Mon ami Masha : Greg Bradley (Ed Begley Jr.)
- 1997 : Air Force One : Jack Doherty (Tom Everett)
- 1997 : L'Homme qui en savait trop... peu : Sergei Nikolaievitch (Nicholas Woodeson)
- 1997 : Postman : le général Bethlehem (Will Patton)
- 1997 : Ennemis rapprochés : ? (?)
- 1998 : De grandes espérances : Carter Macleish (Stephen Spinella)
- 1998 : Dark City : M. Main (Richard O'Brien)
- 1998 : Titanic : William Murdoch (Ewan Stewart)
- 1998 : Sale Boulot : Travis Cole (Christopher McDonald)
- 1998 : Les Idiots : le père de Joséphine (Anders Hove (da))
- 1998 : The Big Lebowski : le docteur (Marshall Manesh)
- 1999 : Wing Commander : Jason Sansky (David Suchet)
- 2000 : Sexy Beast : Teddy Bass (Ian McShane)
- 2000 : Les Trois Vies de Rita Vogt : Erwin Hull (Martin Wuttke)
- 2000 : Piège fatal : le chef de la sécurité (Franklin Dennis Jones)
- 2000 : Treize jours : John Fitzgerald Kennedy (Bruce Greenwood)
- 2000 : Dracula 2001 : Gautreaux (Jonathan Whittaker)
- 2001 : Traffic : Carlos Ayala (Steven Bauer)
- 2001 : Mulholland Drive : Herb (Michael Cooke)
- 2003 : Crime contre l'humanité : le cardinal de Lyon (Malcolm Sinclair (en))
- 2005 : Sin City : le cardinal Roark (Rutger Hauer)
- 2005 : XXX2: The Next Level : le président James Standford (Peter Strauss)
- 2005 : Truman Capote : Alvin Dewey (Chris Cooper)
- 2005 : L'Interprète : Jonathan Ferris (Michael McGrath)
- 2006 : Par effraction : Legge (Mark Benton)
- 2007 : Un voleur qui vole un voleur : Moctesuma Valdez (Saul Lisazo)
- 2007 : Ocean's Thirteen : Greco Montgomery (Julian Sands)
- 2007 : La Cité interdite : l'empereur Ping (Chow Yun-fat)
- 2008 : Braquage à l'anglaise : Guy Arthur Singer (James Faulkner)
- 2008 : Intraçable : Richard Brooks (Peter Lewis)
- 2009 : Storm Warriors : Lord Wicked (Tak-bun Wong)
- 2009 : The Cell 2 : Kassel (Michael Flynn)
- 2009 : Jeux de pouvoir : George Fergus (Jeff Daniels)
- 2009 : Underworld 3 : Le Soulèvement des Lycans : Coloman (David Ashton)
- 2011 : Il n'est jamais trop tard : Dr Matsutani (George Takei)
- 2011 : L'Irlandais : Francis Sheehy-Skeffington (Liam Cunningham)
- 2011 : Les Aventures de Tintin : Le Secret de La Licorne : le lieutenant Delcourt (Tony Curran)
- 2012 : The Descendants : Dr Johnston (Milt Kogan)
- 2013 : Pacific Rim : un représentant américain (Robin Thomas)
- 2013 : Riddick : Boss Johns (Matt Nable)
- 2013 : No Pain No Gain : le capitaine George Lopez (Tony Plana)
- 2013 : Out of Inferno : ? (Wan Lau Ching)
- 2013 : 42 : Red Barber (John C. McGinley)
- 2013 : Red 2 : Wade (Mitchell Mullen)
- 2015 : Hacker : Elias Kassar (Ritchie Coster)
- 2015 : Ma mère et moi : Mark (Michael McKean)
- 2017 : Les Gardiens de la Galaxie Vol. 2 : lui-même (David Hasselhoff)
- 2018 : The Greatest Showman : M. Hallet (Fredric Lehne)
- 2018 : Détective Dee 3 : La Légende des rois célestes : l'empereur Tang Gaozong (Chien Sheng)
- 2020 : L'Appel de la forêt : voix additionnelles
- 2020 : Artemis Fowl : Dr Po (Gerard Horan)
- 2020 : I Care a Lot : Sam Rice (Damian Young)
- 2021 : The Trip : Mikkel, le père de Lars (Nils Ole Oftebro)
- 2021 : Tick, Tick... Boom! : Stephen Sondheim (Bradley Whitford)
- 2022 : Le Téléphone de M. Harrigan : Felix (Dale Duko)
- 2023 : Freestyle : ? (?)

#### Films d'animation
- 1996 : Beavis et Butt-Head se font l'Amérique : l'agent Bork
- 2021 : Le Sommet des dieux : Ang Tsering[7] (création de voix)

### Télévision

#### Téléfilms
- Tony Plana dans :
  - Mission Alcatraz 2 (2007) : El Fuego
  - Jalousie maladive (2013) : le procureur Juan Martinez
- Daryl Shuttleworth (en) dans :
  - Portrait d'une romance (2019) : David Spellman
  - Les fabuleux miracles de Noël (2021) : Jim Fickett
- 1996 : Wilderness : Dan Somers (Owen Teale)
- 1996 : Gotti : Robert DiBernardo (Frank Vincent)
- 1998 : Casper et Wendy : Desmond Spellman (George Hamilton)
- 2001 : Allô pizza : Ausbilder (Christof Warckernagel)
- 2006 : Qui a tué Jack McBride ? : Fletcher Matthews (Reg Tupper)
- 2009 : The Red Riding Trilogy : Clive McGuiness (Hilton McRae)
- 2010 : The Buddha : le narrateur (Richard Gere)
- 2011 : L'Ange de Noël : Henry (Derek McGrath)
- 2015 : Les secrets de Turkey Hollow : Eldridge Sump (Linden Banks)
- 2017 : Noël dans tes bras : M. Kriss (Barry Bostwick)
- 2020 : Embarquement pour Noël : Fred Bailey (Keith Flippen)

#### Séries télévisées
- Tony Plana dans (18 séries) :
  - Ugly Betty (2006-2010) : Ignacio Suarez (85 épisodes)
  - Royal Pains (2010) : Marcos (saison 2, épisode 5)
  - Los Angeles, police judiciaire (2011) : Jorge Gomez (saison 1, épisode 22)
  - Desperate Housewives (2011) : Alejandro Perez (5 épisodes)
  - La Loi selon Harry (2012) : le juge Tomás Garcia (saison 2, épisode 11)
  - Blue Bloods (2012) : le président Velverde (saison 3, épisode 4)
  - Person of Interest (2012) : J. P. Suarez (saison 2, épisode 9)
  - New York, unité spéciale (2013) : le père Menendez (saison 14, épisode 10)
  - Psych : Enquêteur malgré lui (2013) : Pablo Nuñez (saison 7, épisode 4)
  - Jane the Virgin (2014) : père Ortega (saison 1, épisode 4)
  - Madam Secretary (2014-2019) : l'amiral Ed Parker (18 épisodes)
  - Motive (2015) : Franco Vega (saison 3, épisode 1)
  - Castle (2015) : le père Arguello (saison 8, épisode 4)
  - Esprits criminels : Unité sans frontières (2016) : le père Consolmango (saison 1, épisode 12)
  - The Punisher (2017-2019) : le directeur Rafael Hernandez (8 épisodes)
  - Bull (2018) : Sean Perkins (saison 2, épisode 15)
  - Shooter (2018) : Guitierez (saison 3, épisode 6)
  - Elementary (2018) : le général Alvero (saison 6, épisodes 6 et 16)
- Paul Guilfoyle dans :
  - Les Experts (2000-2014) : le capitaine James « Jim » Brass (317 épisodes)
  - Colony (2016) : Alexander Quayle (8 épisodes)
  - The Good Fight (2017-2018) : Henry Rindell (11 épisodes)
  - Les Experts : Vegas (2021) : Jim Brass (saison 1, épisodes 1 et 2)
- Michael McKean dans :
  - Better Call Saul (2015-2018 / 2022) : Charles « Chuck » McGill (Michael McKean) (33 épisodes)
  - Grace et Frankie (2020) : Jack Ayres (6 épisodes)
  - Billions (2022) : Melville Revere (saison 6, épisode 1)
- Vincent Franklin (en) dans :
  - Happy Valley (2016) : Andy Shepherd
  - Bodyguard (2018) : Mike Travis (mini-série)
  - Gentleman Jack (2019-2022) : Christopher Rawson (7 épisodes)
- Andrew Divoff dans :
  - Lost : Les Disparus (2006-2010) : Mikhail Bakunin (8 épisodes)
  - Esprits criminels (2009) : le père (saison 4, épisode 13)
- Søren Malling dans :
  - Borgen, une femme au pouvoir (2010-2013 / 2022) : Torben Friis (38 épisodes)
  - Les Enquêtes de l'inspecteur Wallander (2012) : Karllis Liepa (saison 3, épisode 2)
- 1966-1967 : Le Frelon vert : Britt Reid / le Frelon vert (Van Williams) (2e voix)
- 1997-2009 : Scotland Yard, crimes sur la Tamise : Michael Walker (David Hayman)
- 1998 : Terre Violente : ? ( ? )
- 1999 : Total Recall 2070 : Mario Soodor (Angelo Pedari)
- 2004 : New York, police judiciaire : Dr Paul Cedars (Peter Strauss)
- 2006-2009 : Les Spécialistes : Investigation scientifique : Edoardo Rocchi (Paolo Maria Scalondro)
- 2007-2010 : Heroes : Kaito Nakamura (George Takei) (12 épisodes)
- 2007 : Deux princesses pour un royaume : Hank (Kevin McNulty) (mini-série)
- 2009 : Les Tudors : Robert Aske (Gerard McSorley)
- 2009 : Vie sauvage : De Lange (Peter Terry)
- 2010-2012 : Undercovers : Alan Dale (James Kelvin[8])
- 2010-2017 : Les Enquêtes de Murdoch : l'inspecteur Davis (Richard Clarkin) (7 épisodes)
- 2011 : Charlie's Angels : Charles « Charlie » Townsend (Victor Garber)
- 2012-2013 : Boardwalk Empire : Paul Sagorky (Mark Borkowski)
- 2013 : Ja'mie: Private School Girl : M. Hayes (Wayne Perkins)
- 2013 : The Bridge : Marco Ruiz (Demián Bichir)
- 2014-2020 : New York, unité spéciale : le sergent Ed Tucker (Robert John Burke) (2e voix, saisons 16 à 21)
- 2015-2016 : Mr. Robot : Scott Knowles (Brian Stokes Mitchell) (8 épisodes)
- 2015-2016 : Trapped : Hrafn Eysteinsson (Pálmi Gestsson) (11 épisodes)
- 2016 : Shoot the Messenger (en) : l'inspecteur Morris (Ron Lea)
- 2016 : Vinyl : Corrado Galasso (Armen Garo) (5 épisodes)
- 2017 : The White Princess : Thomas Stanley (Richard Dillane) (mini-série)
- 2018 : McMafia : Semiyon Kleiman (David Strathairn) (7 épisodes)
- 2018-2019 : Better than Us : Alexey Stepanovich Lossev (Sergey Sosnovsky (ru)) (16 épisodes)
- 2018-2021 : La Méthode Kominsky : Sandy Kominsky (Michael Douglas) (22 épisodes)
- 2019 : Il processo : Gabriele Monaco (Tommaso Ragno) (8 épisodes)
- 2019 : True Detective : Alan Jones (Jon Tenney) (5 épisodes)
- 2019 : Treadstone : Dr Meisner (Martin Umbach) (3 épisodes)
- 2019-2020 : Alta Mar : Pedro Villanueva (José Sacristán) (22 épisodes)
- 2020 : I Know This Much Is True : Ray Birdsey (John Procaccino) (mini-série)
- 2020 : Cursed : La Rebelle : Sir Ector (Peter Guinness)
- 2020 : Homecoming : Leonard Geist (Chris Cooper)
- 2020 : Flesh and Blood : Mark (Stephen Rea)
- 2020 : Professionals (en) : ? (?)
- 2020 : The Comey Rule : James Comey (Jeff Daniels) (mini-série)
- 2022 : Tokyo Vice : Hiroto Katagiri (Ken Watanabe)
- 2022 : Le Cabinet de curiosités de Guillermo del Toro : M. Grieves (Greg Ellwand) (saison 1, épisode 8)
- depuis 2022 : Severance : Burt (Christopher Walken)
- 2023 : Les Patients du docteur García (es) : Walter Kutschmann (Matthias-Leonhard Lang)
- 2023 : Bupkis (en) : Al Gore (Al Gore) (épisode 3)
- 2023-2024 : La Créature de Kyŏngsŏng : le père de Jun-taek [Qui ?]
- 2025 : Squid Game : VIP Lion (David Sayers) (saison 3)

#### Séries d'animation
- 1997-2002 : Daria : Jake Morgendorffer (le père de Daria et Quinn), M. De Martino, le narrateur de Triste Monde Tragique[9],[10]
- 2020 : Scooby-Doo et Compagnie : George Takei[n 1] (saison 1, épisode 18)
- 2025 : Bestiale : Aros (création de voix)[11]

### Jeux vidéo
- 2020 : Ghost of Tsushima : le conteur

### Direction artistique
François Dunoyer est également directeur artistique,.
Cinéma
- 1995 : Jackie Chan dans le Bronx
- 1996 : Kissed
- 1997 : Wild Man Blues
- 1998 : Phoenix Arizona
- 1998 : Restons groupés
- 1998 : Shandurai
- 1998 : Studio 54
- 1998 : Une vraie blonde (avec Hervé Icovic)
- 1999 : Le Projet Blair Witch
- 1999 : Central Park Story
- 1999 : Les Frères Falls
- 2000 : Blair Witch 2 : Le Livre des ombres
- 2000 : Piège fatal
- 2000 : The Skulls : Société secrète
- 2000 : Dracula 2001
- 2001 : Les Visiteurs en Amérique (avec Hervé Icovic)
- 2001 : Highlander: Endgame
- 2013 : 42
- 2020 : Eurovision Song Contest: The Story of Fire Saga (avec Marjorie Frantz)
- 2021 : The Power of the Dog

Téléfilms
- 2003 : Absolon
- 2012 : Panique sur Seattle
- 2014 : Brittany Murphy : La Mort suspecte d'une star
- 2014 : Au cœur de la tempête
- 2016 : Associées contre notre ex
- 2016 : Petits meurtres et confidences
- 2016 : Prisonnière d'une secte
- 2017 : Un voisin intrusif
- 2017 : Petits meurtres et confidences : Rendez-vous meurtrier
- 2017 : Petits meurtres et confidences : Mystérieuse disparition
- 2018 : Petits meurtres et confidences : Un meurtre à l'école
- 2018 : Petits meurtres et confidences : L'Art du meurtre
- 2018 : Quand Harry rencontre Meghan : Romance royale (en)
- 2018 : Meurtres sous surveillance
- 2018 : La Boutique des secrets : Une photo compromettante
- 2018 : Hailey Dean Mystery : A Will to Kill (en)
- 2019 : Prise au piège chez moi
- 2020 : Grace Tanner, seule face à son mari
- 2020 : Je sais ce que tu m'as fait
- 2020 : Méditation et tentation
- 2020 : La Fabuleuse Histoire des sœurs Clark
- 2020 : Mon locataire presque parfait
- 2021 : Peggy Sue Thomas, la scandaleuse
- 2021 : Croqueuses d'héritages
- 2021 : La Folie d'une mère : L'Histoire vraie de Debora Green
- 2022 : Ménage à trois meurtrier
- 2023 : Une rose pour sa tombe : L'Histoire vraie de Cynthia Baumgartner

Séries télévisées
- 1997-1998 : Fast Track
- 1997-2002 : Invasion planète Terre
- 1998-1999 : Animorphs
- 2000-2003 : Le Clan du bonheur (de)
- 2000-2006 : La Preuve par quatre
- 2000-2015 : Les Experts
- 2002-2008 : Les Experts : Miami (saisons 1 à 8)
- 2004 : Les Experts : Manhattan (1er épisode + choix de la distribution française)
- 2009-2010 : Dark Blue : Unité infiltrée
- 2010 : Undercovers
- 2012 : Made in Jersey
- 2014 : La Fille du désert (mini-série)
- 2014-2015 : Forever
- 2014-2016 : The Musketeers
- 2015 : The Player
- 2015-2017 : X Company
- 2015-2018 : Humans
- 2016 : One of Us (en) (mini-série)
- 2016 : Frequency
- 2016 : Conviction
- 2018 : La Vérité sur l’affaire Harry Quebert
- 2018 : Innocent (en) (saison 1)
- 2019-2021 : David Makes Man
- 2020 : October Faction
- 2020 : Quiz (mini-série)
- 2021-2024 : FBI: Most Wanted (saisons 3 à 5)
- depuis 2021 : Les Experts : Vegas